# Beechcraft Modelo 18
El Beechcraft Model 18 (o "Twin Beech", como también se le conoce) es un avión ligero, bimotor de ala baja, originalmente equipado con tren convencional y de seis a once asientos, fabricado por la Beech Aircraft Corporation de Wichita, Kansas. Producido de forma continuada desde 1937 hasta 1969 (más de 32 años, récord mundial en su época), fueron producidas más de 9000 unidades, haciéndolo uno de los aviones ligeros más ampliamente utilizados en todo el mundo como avión de pasajeros, de carga, utilitario y ejecutivo civil, con tren de aterrizaje de rueda de cola, triciclo, esquís o flotadores, también fue usado como avión militar.
Durante y después de la Segunda Guerra Mundial, más de 4500 Beech 18 prestaron servicio militar (como transporte ligero, bombardero ligero (por China), entrenador de tripulaciones para bombardeo, navegación y artillería, reconocimiento fotográfico, y "nodriza" de blancos aéreos), incluyendo los C-45 Expeditor, AT-7 Navigator y AT-11 Kansan de las Fuerzas Aéreas del Ejército de los Estados Unidos (USAAF); y los UC-45J Navigator y SNB-1 Kansan de la Armada de los Estados Unidos (USN), y otros. En la Segunda Guerra Mundial, más del 90% de los bombarderos y navegadores de las USAAF se entrenó en este avión.
En la primera época de posguerra, el Beech 18 fue el "avión de negocios" y "avión de pasajeros regional" preeminente. Además de transportar pasajeros, sus usos civiles han incluido aeroaplicación de plaguicidas, liberación de insectos estériles, siembra de peces, siembra de nubes con hielo seco, extinción aérea de incendios, entrega de correo aéreo, servicio de ambulancia, producción de numerosas películas, paracaidismo, transporte de carga, contrabando de armas y drogas, bancada de motores, escritura aérea, remolcado de anuncios y avión acrobático. Muchos tienen propietarios privados, en todo el mundo, con todavía más de 300 en el Registro de Aviones de la Administración Federal de Aviación, en diciembre de 2014.

## Diseño y desarrollo

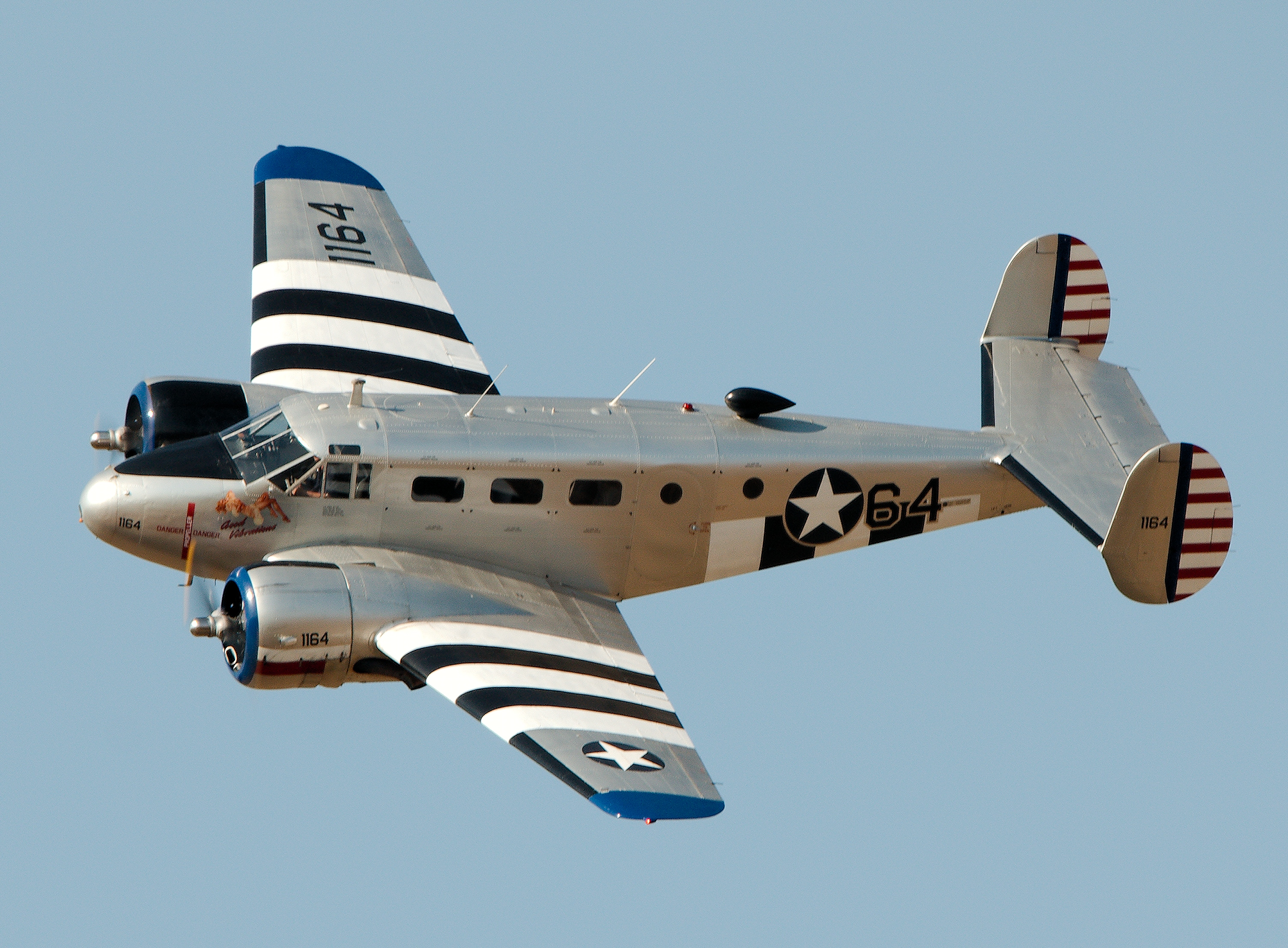
Un Beechcraft Model 18 sobre el aeródromo de Little Gransden en 2019.

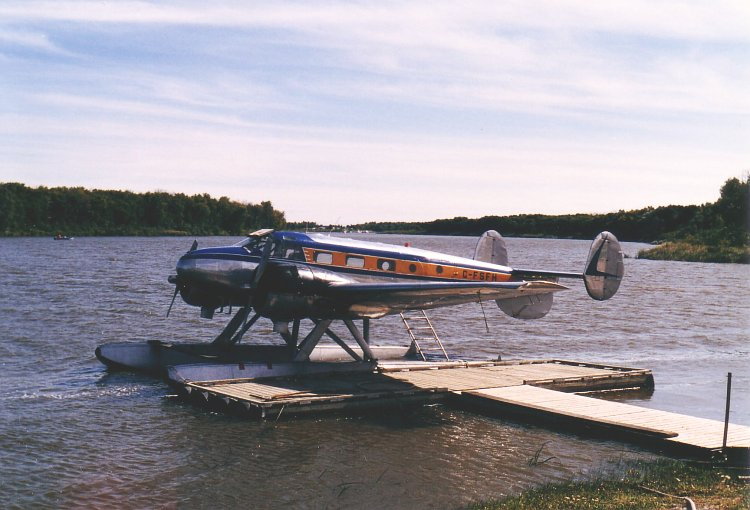
Beech 18 sobre flotadores en Manitoba, 1986.

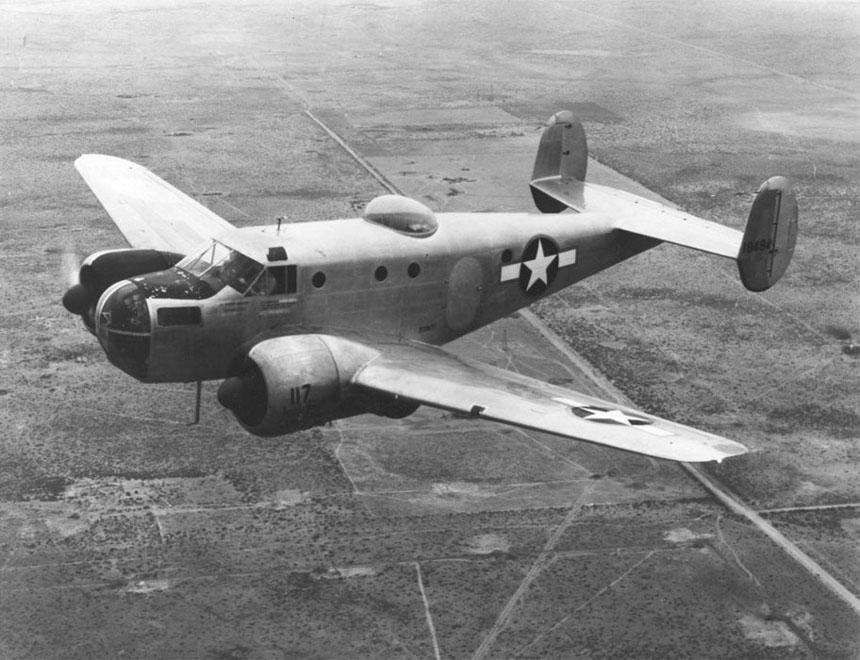
Beechcraft AT-11 sobre las praderas del oeste de Texas, cerca de 1944.

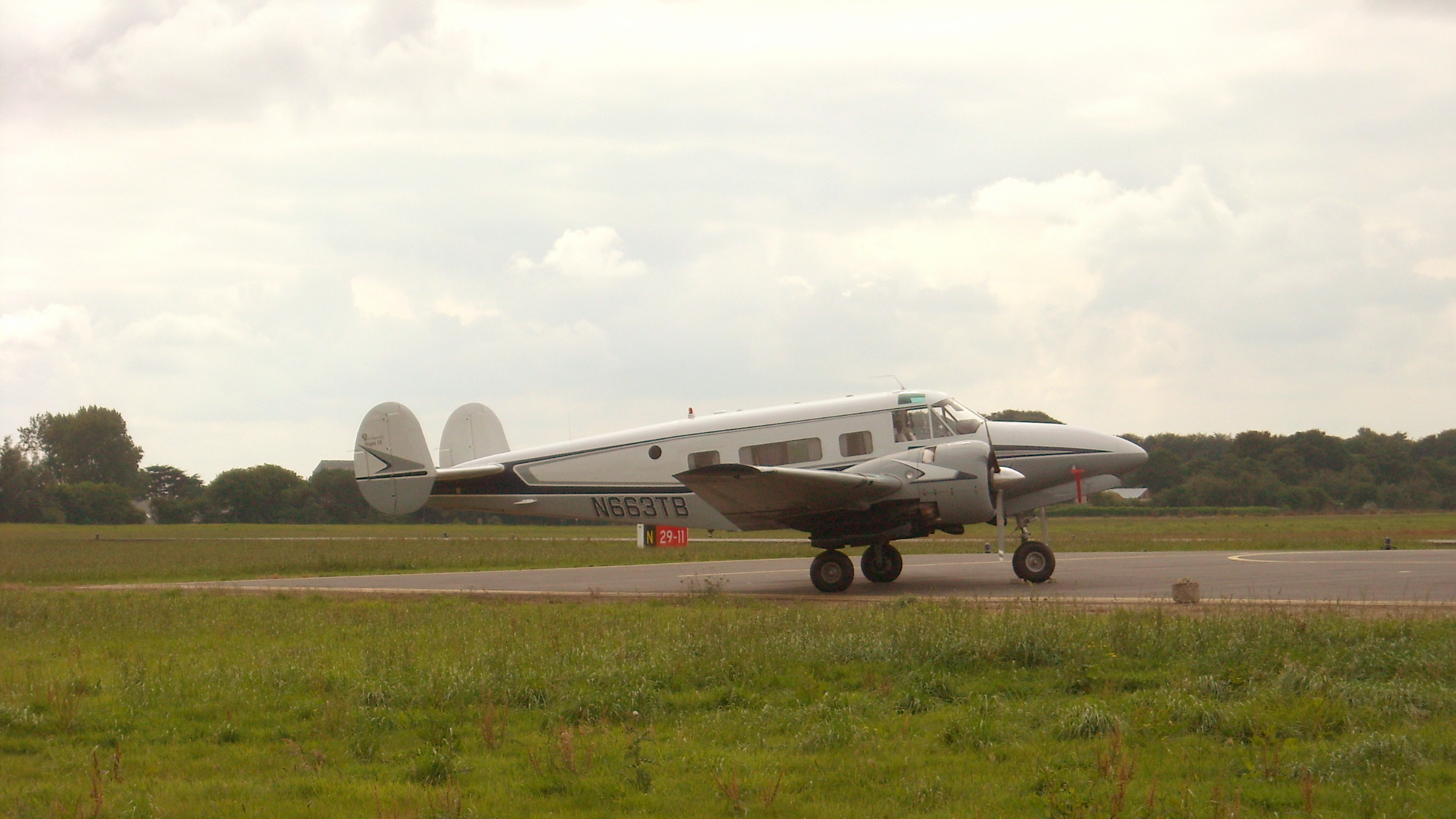
Beech H18 privado con el tren de aterrizaje triciclo opcional, visitando Lannion, France.

A finales de los años 30, la dirección de Beechcraft especuló con que existiría una demanda para un nuevo diseño llamado "Model 18", que tendría aplicación militar, y que aumentaría las instalaciones principales de producción. El diseño era mayoritariamente convencional para la época, incluyendo motores radiales gemelos, construcción semimonocasco enteramente metálica con superficies de control recubiertas de tela, y tren de aterrizaje con rueda de cola. Menos convencional era la configuración de aletas de cola gemelas. El Model 18 puede ser confundido con la serie de aviones de pasajeros del más grande Lockheed Electra, al que se asemeja mucho. Los primeros aviones de producción podían ser propulsados tanto por dos Jacobs L-6 de 250 kW (330 hp) como por dos Wright R-760E de 260 kW (359 hp). El Pratt & Whitney R-985 de 336 kW (450 hp) se convirtió en el motor definitivo desde el C18S de preguerra en adelante. El prototipo del Beech 18 voló por primera vez el 15 de enero de 1937.
Antes del ataque a Pearl Harbor, el Beech 18 era superado en ventas por el Lockheed 12 en proporción de dos a uno. Sin embargo, las prioridades de guerra forzaron a Lockheed a concentrarse en sus aviones más pesados, y Beechcraft recibió un gran impulso gracias a contratos en tiempo de guerra.
El avión usó una variedad de motores y sufrió una serie de modificaciones en el fuselaje para incrementar el peso cargado y la velocidad. Al menos un avión fue modificado con una configuración propulsora Pratt & Whitney R-1340 de 447 kW (600 hp). Con el peso añadido de cerca de 91 kg por motor, el concepto de un Model 18 equipado con motores R-1340 fue considerado no satisfactorio debido a que el área estructural más débil del avión eran los soportes de motor. Casi cada componente del fuselaje había sido modificado.
En 1955 comenzaron las entregas del Model E18S, que presentaba un fuselaje extendido 15,24 cm en altura para liberar espacio en la cabina de pasajeros. Todos los Beech 18 posteriores (llamados a veces Super 18) presentaban este fuselaje más alto, y algunos modelos anteriores (incluyendo un AT-11) habían sido modificados con este fuselaje mayor. El Model H18, introducido en 1963, presentaba tren de aterrizaje triciclo opcional. Inusualmente, el tren de aterrizaje fue desarrollado para los modelos iniciales bajo un Certificado de Tipo Suplementario por Volpar, y fue instalado en los H18 en la fábrica, durante el montaje. Fueron construidos un total de 109 H18 con tren de aterrizaje triciclo, y otros 240 aviones de modelos anteriores fueron modificados con él.
La construcción del Beechcraft Model 18 finalizó en 1970, yendo un Model H18 a Japan Airlines. A través de los años, habían volado 32 variantes del diseño básico, se habían desarrollado más de 200 paquetes de modificación de mejoras, y se habían construido casi 8000 aviones. En un caso, el avión fue modificado con una configuración jorobada de cola triple y tren triciclo, y se parecía a un Lockheed Constellation en miniatura. Otra conversión distintiva fue llevada a cabo por PacAero, como el Tradewind. Presentaba un morro alargado para acomodar una rueda de morro de triciclo, y las colas gemelas del Model 18 fueron reemplazadas por una cola simple.

## Historia operacional

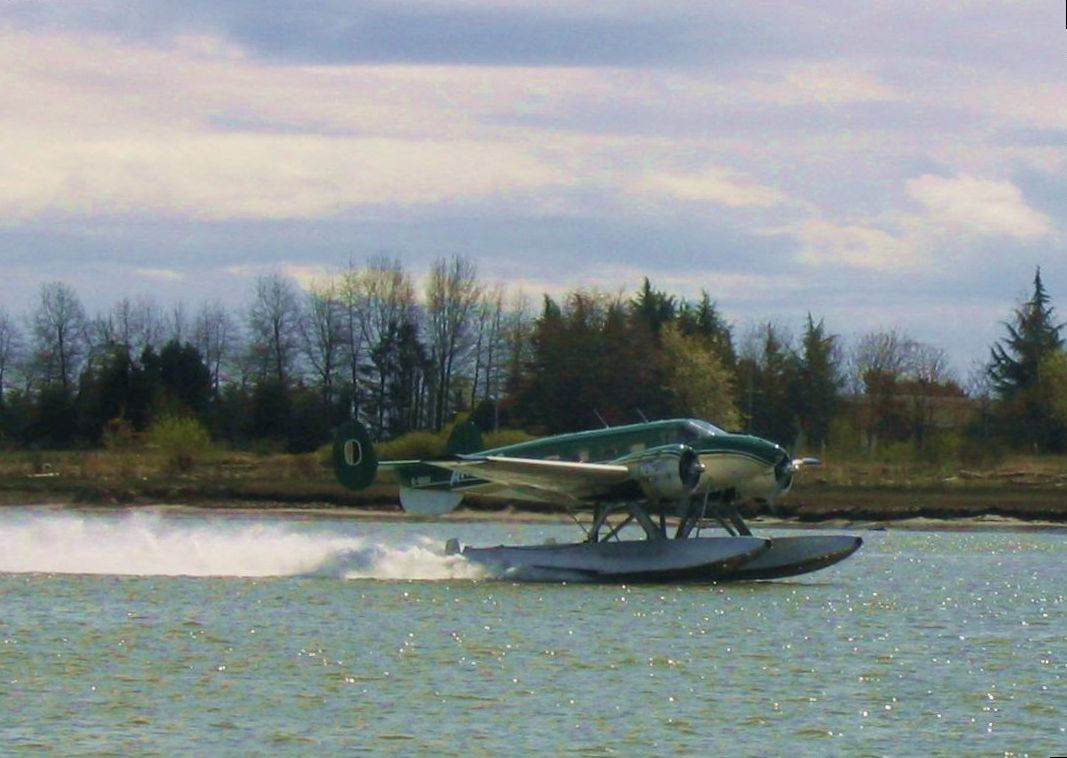
Beechcraft 18 sobre flotadores.

La producción experimentó un impulso inicial cuando la China Nacionalista pagó a la compañía 750 000 dólares por seis bombarderos ligeros M18R, pero por la época en que los Estados Unidos entraron en la Segunda Guerra Mundial, sólo habían sido vendidos 39 Model 18, de los que 29 fueron para clientes civiles. El trabajo comenzó en serio con una variante específica para el entrenamiento de pilotos, bombarderos y navegantes militares. El esfuerzo resultó en el AT-7 del Ejército y el SNB de la Armada. Un desarrollo adicional condujo a los entrenadores de navegación AT-11 y SNB-2, y al transporte militar C-45. El Mando Aéreo Estratégico de la Fuerza Aérea de los Estados Unidos (USAF) tuvo variantes del Model 18 (AT-11 Kansan, C-45 Expeditor, F-2 Expeditor (la "F" es por "Fotorecon", abreviatura de "reconocimiento fotográfico"), y UC-45 Expeditor) de 1946 a 1951. De 1951 a 1955, la USAF remanufacturó muchos de sus aviones con nuevos fuselajes y secciones centrales alares, y trenes de aterrizaje para aprovechar las mejoras de los modelos civiles desde el final de la Segunda Guerra Mundial. Finalmente, 900 aviones fueron remanufacturados para ser asimilados al entonces contemporáneo Model D18S, dándoseles nuevas designaciones, números de constructor y números de serie de la Fuerza Aérea. La Armada estadounidense también remanufacturó sus aviones supervivientes, siendo redesignados SNB-5 y SNB-5P. El C-45 voló en la USAF hasta 1963, retirando la Armada sus últimos SNB en 1972, mientras que el Ejército estadounidense voló sus C-45 hasta 1976. En los últimos años, los militares llamaron a estos aviones "aplastabichos", en referencia a su uso extensivo proporcionando horas de vuelo obligatorias a aviadores de despacho destinados en el Pentágono.
Los Beech 18 fueron extensivamente utilizados por Air America durante la Guerra de Vietnam; inicialmente fueron usados ejemplares de C-45 exmilitares más o menos estándares, pero luego la línea aérea obtuvo 12 aviones modificados por Conrad Conversions en 1963 y 1964 para incrementar las prestaciones y la capacidad de carga. Los aviones modificados fueron conocidos como Conrad Ten-Two, ya que el peso máximo al despegue (MTOW) fue incrementado a 4626,65 kg (10 200 libras). El incremento se alcanzó mediante varias modificaciones del fuselaje, incluyendo un ángulo de incidencia del estabilizador horizontal incrementado, puertas del tren de aterrizaje rediseñadas, y puntas alares mejoradas aerodinámicamente. Air America obtuvo luego 14 aviones convertidos por Volpar con potencia turbohélice, equipados con motores Garrett AiResearch TPE-331; los aviones modificados fueron llamados Volpar Turbo Beech, y también tenían un incremento adicional del MTOW a 4665,65 kg.

### Problemas de largueros

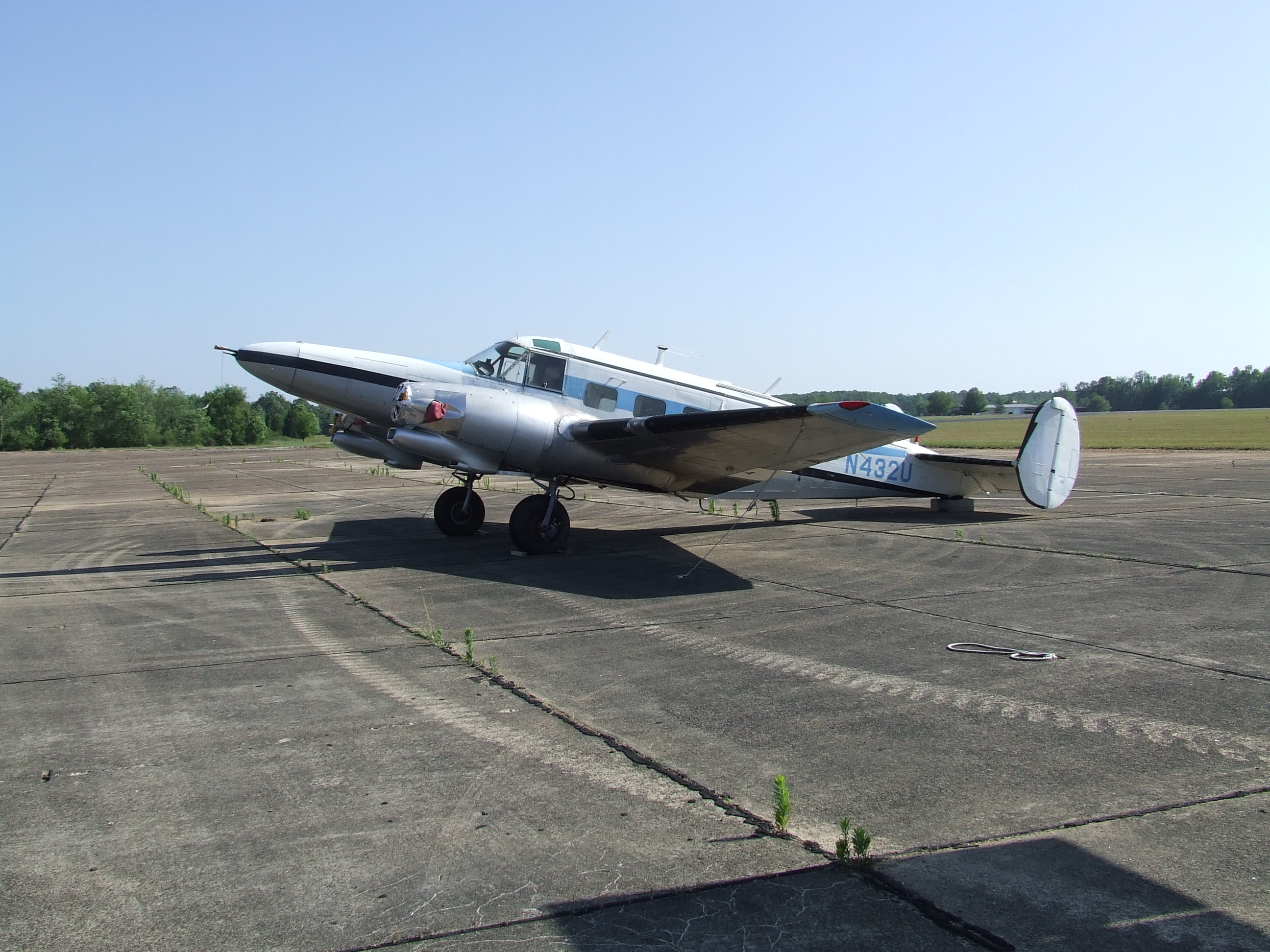
Conversión de Hamilton Westwind sin motores en un aeropuerto de Tennessee.

Los largueros del Model 18 estaban fabricados por soldadura de un ensamblado de acero tubular. La configuración de los tubos, en combinación con los agujeros perforados en la modificación de STC tras la venta inicial en algunos de estos aviones, han permitido que los largueros sufran corrosión y agrietamientos incluso estando en servicio. Esto provocó que la FAA emitiese una Directiva de Aeronavegabilidad en 1975, ordenando la adición de un tirante de larguero a algunos Model 18. Esto originó, en cambio, la retirada de una gran cantidad de Model 18 modificados por STC, cuando los propietarios determinaron que el avión valía menos que el coste de las modificaciones. La corrosión en los largueros sin modificar no era un problema, y ocurría debido al área superficial expuesta adicional creada en el proceso de perforación de los huecos de STC. Se habían ordenado más requerimientos por la FAA y otras autoridades nacionales de aeronavegabilidad, incluyendo el desmontaje de los tirantes de larguero para permitir que el tirante fuera inspeccionado por si existían grietas y corrosión y que el larguero fuera inspeccionado con rayos X. En Australia, la autoridad de aeronavegabilidad ha puesto un límite de vida a la célula, más allá del mismo el avión no tiene permiso para volar.

## Variantes

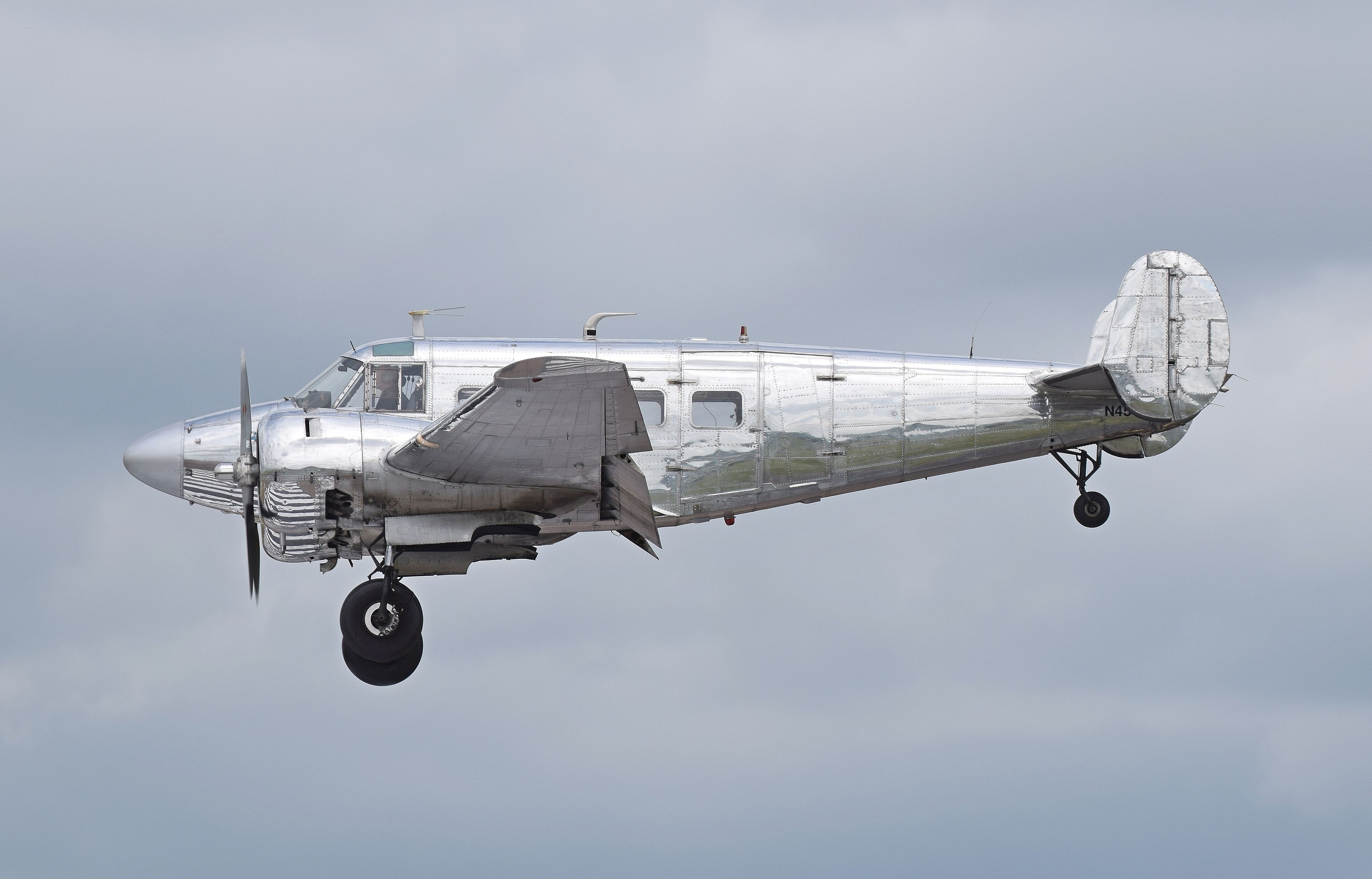
Un Model G18S llega al RIAT de 2016, Reino Unido.

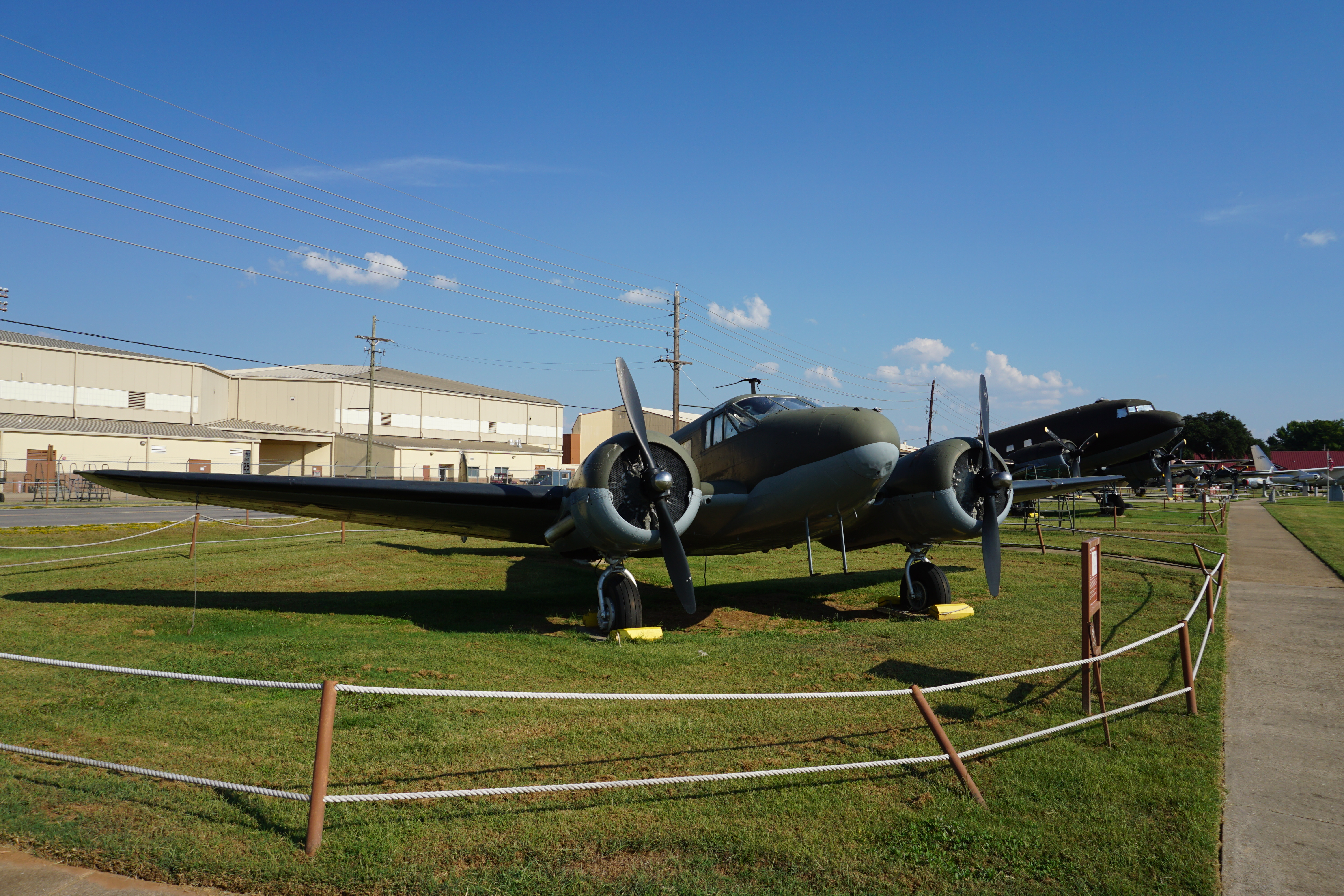
C-45F en el Barksdale Global Power Museum.

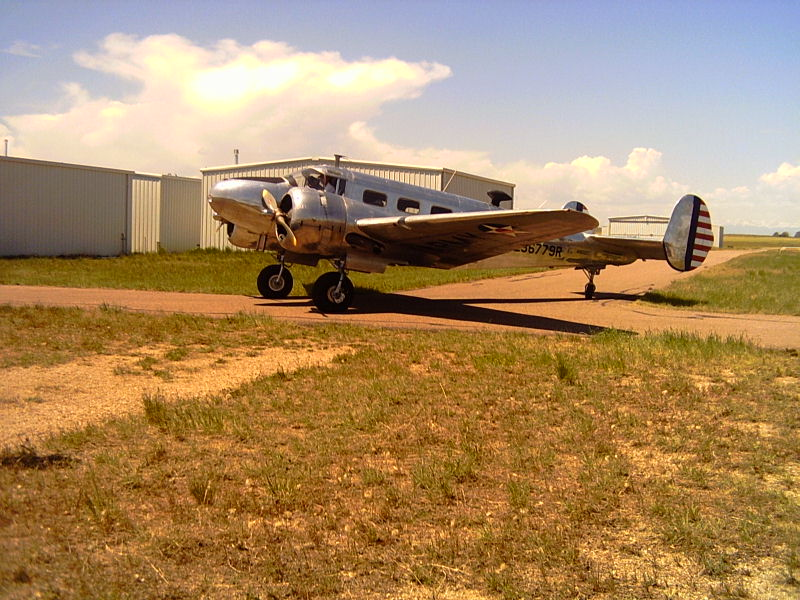
C-45H/AT-7 de la CAF, Platte Valley Airpark, Hudson, Colorado, junio de 2007.

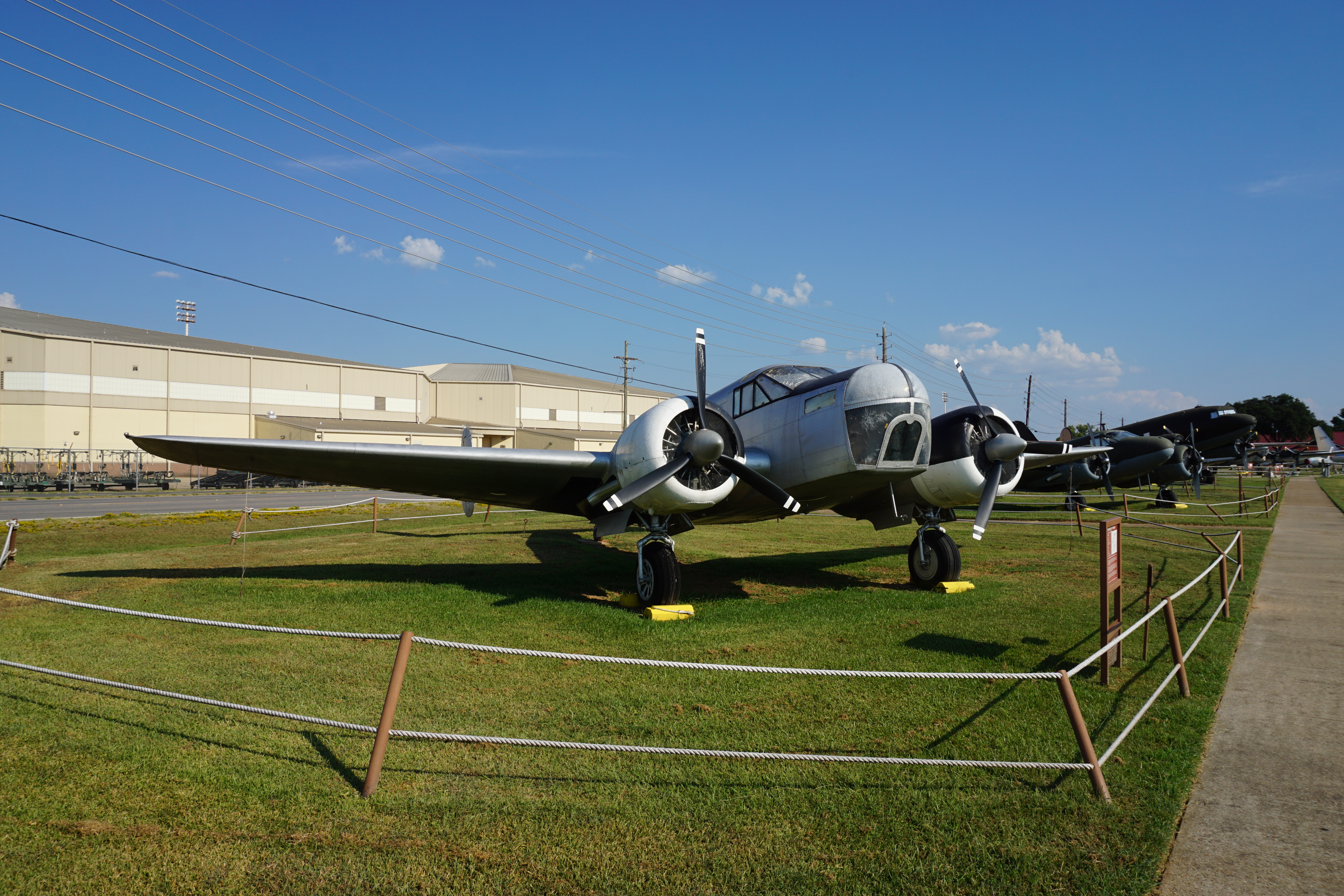
AT-11 en el Barksdale Global Power Museum.

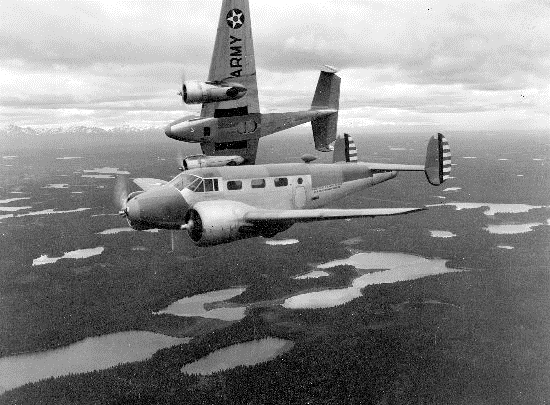
F-2 en Alaska, 1941.

### Modelos del fabricante
Excepto cualquier otra anotación, los motores son los radiales Pratt & Whitney R-985.
Model 18A
Primer modelo de producción con acomodo para dos pilotos y siete u ocho pasajeros, equipado con motores Wright R-760E-2 de 350 hp, MTOW: 3039,07 kg.
Model S18A
Versión del Model 18 capaz de ser equipado con esquís o flotadores Edo 55-7170; MTOW: 3265,87 kg.
Model 18B
Modelo mejorado con alcance y carga útil incrementados, equipado con motores Jacobs L-5 de 285 hp.
Model S18B
Versión del Model 18B capaz de ser equipado con esquís o flotadores.
Model 18D
Variante con acomodo para dos pilotos y nueve pasajeros, equipado con motores Jacobs L-6 de 330 hp, MTOW: 3265,87 kg.
Model S18D
Versión del Model 18D capaz de ser equipado con esquís o flotadores Edo 55-7170, MTOW: 3252,26 kg.
Model A18D
Variante del 18D con MTOW incrementado en 136,08 kg hasta los 3401,95 kg, equipado con motores Pratt and Whitney R-985 de 450 hp cada uno.
Model SA18D
Versión hidroavión del Model 18D, paro con el mismo MTOW que el S18D, equipado con flotadores Edo 55-7170.
Model A18A
Versión equipada con motores Pratt and Whitney R-985 de 450 hp, MTOW: 3401,95 kg.
Model SA18A
Versión hidroavión del Model A18A, equipada con flotadores Edo 55-7170, MTOW: 3252,26 kg.
Model 18R
Modelo con motores Pratt and Whitney R-985-A1 con compresor de doble etapa para aumentar la potencia a grandes altitudes operativas, 450 hp; siete construidos, uno a Suecia como ambulancia aérea, seis a la China Nacionalista como bombarderos ligeros M18R.
Model 18S
Variante civil de preguerra de nueve pasajeros, sirvió como base para el C-45C de las USAAF.
Model B18S
Variante civil de preguerra de nueve pasajeros, sirvió como base para el F-2 de las USAAF.
Model C18S
Variante del B18S con acomodo para ocho pasajeros, y cambios menores en equipamiento y estructura.
Model D18S
Primera variante de posguerra introducida en 1945, con acomodo para ocho pasajeros y MTOW de 3968,94 kg, 1035 construidos.
Se fabricaron 280 Model D para la Real Fuerza Aérea Canadiense (RCAF), a los que se bautizó "Expeditor" y que fueron entregados entre 1951 y 1952. El acomodo para la RCAF era para cinco pasajeros, o dos estudiantes de navegación de la RCAF y un instructor de navegación de la RCAF. El MTOW para la RCAF era de 4218,41 kg.
3N
Equipado como entrenador de navegación con astrodomo y dos puestos para estudiantes en la cabina; 88 construidos.
3NM
Equipado principalmente como entrenador de navegación, con enganches en el suelo para aceptar asientos de transporte o el desmontaje del equipamiento de navegación; 59 construidos.
3NMT
Básicamente un 3NM, convertido en avión de transporte; 67 construidos.
3NMT(Special)
Equipado como transporte de personal y entrenador de navegación. Se retuvo el primer puesto de entrenamiento de navegación, ligeramente modificado así: desmontaje del indicador de posición en el aire y su reemplazo por el indicador y la brújula radio del desmontado segundo puesto de navegación; además, equipación de tres asientos reclinables; 19 construidos.
3TM
Equipado normalmente con asientos de tipo transporte, pero con el equipamiento, cableado y fontanería necesarios para su conversión a entrenador de navegación, incluyendo la provisión para equiparlo con un astrodomo; 44 construidos.
3TM(Special)
Expeditor de la RCAF modificado específicamente bajo el Proyecto WPB6, y referido específicamente a Expeditor de ultramar; tres construidos.
Model D18C
Variante con motores Continental R9-A de 525 hp y MTOW de 4082,33 kg, introducido en 1947, 31 construidos.
Model E18S
Variante con ala rediseñada y MTOW de 4399,85 kg, 403 construidos.
Model E18S-9700
Variante del E18S con MTOW de 4399,85 kg, 57 construidos.
Model G18S
Reemplazo del E18S, MTOW de 4399,85 kg, 155 construidos.
Model G18S-9150
Versión aligerada del G18, MTOW de 4150,37 kg, uno construido.
Model H18
Última versión de producción, equipada con tren de aterrizaje triciclo opcional desarrollado por Volpar y MTOW de 4490,57 kg, 149 construidos, de los que 109 fueron fabricados con tren de aterrizaje triciclo.

### Versiones militares

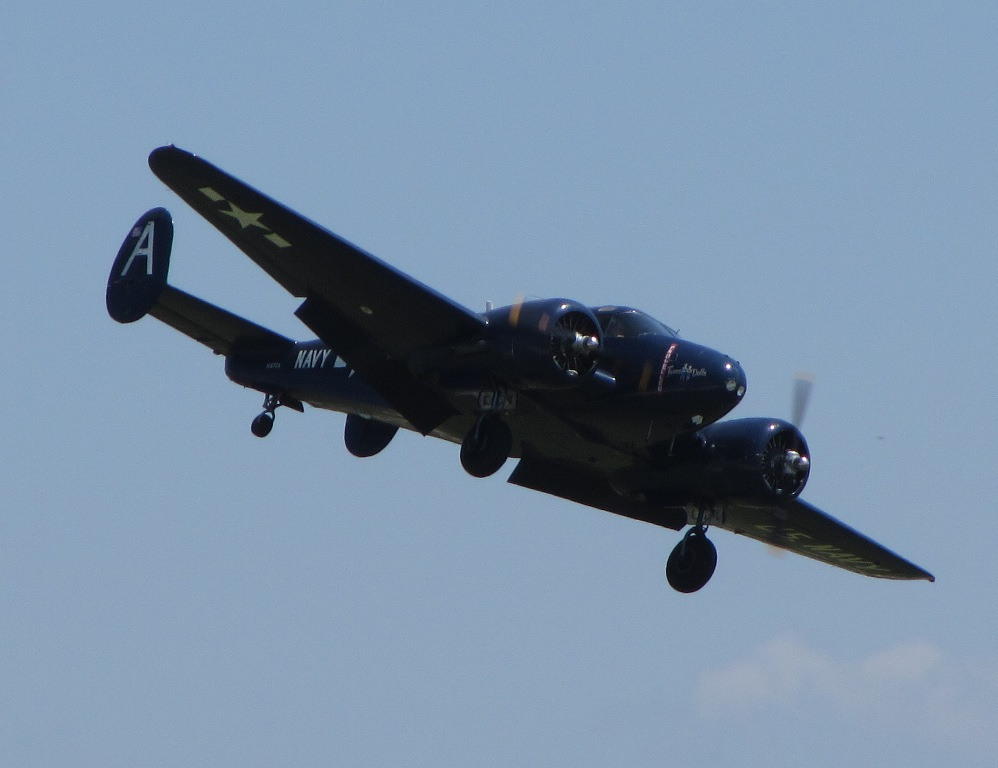
C-45 con los colores de la Armada estadounidense.

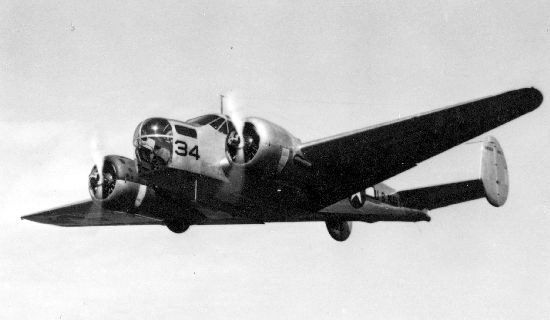
SNB-1 Kansan.

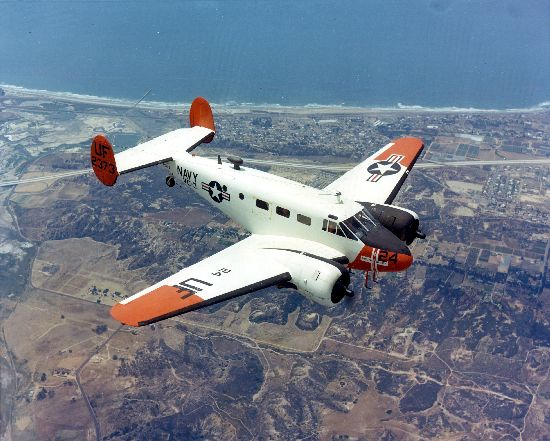
SNB-2 Navigator.

C-45
Transporte de personal de seis asientos, basado en el C18S, 11 construidos.
C-45A
Transporte utilitario de ocho asientos basado en el C18S, 20 construidos.
RC-45A
Redesignación, por la USAF en 1948, de todos los aviones F-2, F-2A, y F-2B supervivientes.
C-45B
Basado en el C18S, pero con distribución interna distinta, 223 ordenados, redesignados UC-45B en 1943.
- Expeditor I: Algunos C-45B fueron suministrados a la RAF bajo el Programa de Préstamo y Arriendo.

C-45C
Dos aviones Model 18S requisados por las USAAF, redesignados UC-45C en enero de 1943.
C-45D
Designación dada a dos aviones AT-7 convertidos en transportes de pasajeros durante la fabricación, redesignados UC-45D en enero de 1843.
C-45E
Designación dada a dos aviones AT-7 y cuatro AT-7B convertidos en transportes de pasajeros durante la fabricación, redesignados UC-45E en enero de 1943.
C-45F
Versión estándar de siete asientos basada en el C18S, con morro más largo que los modelos precedentes; 1137 ordenados, redesignados UC-45F.
- Expeditor II: C-45F suministrados a la RAF bajo el Programa de Préstamo y Arriendo.
- Expeditor III: C-45F suministrados a la RCAF bajo el Programa de Préstamo y Arriendo.

C-45G
AT-7 y AT-11 refabricados a principios de los años 50 para la USAF, al estándar similar al civil D18S con piloto automático y motores R-985-AN-3; 372 aviones reconstruidos.
TC-45G
Variante entrenadora de tripulaciones en polimotores del C-45G; AT-7 y AT-11 refabricados a principios de los años 50 para la USAF al estándar similar al civil D18S; 96 aviones reconstruidos.
C-45H
AT-7 y AT-11 refabricados a principios de los años 50 para la USAF al estándar similar al civil D18S, sin piloto automático y motores R-985-AN-14B; 432 aviones reconstruidos.
TC-45H
RC-45J
En 1962, todos los SNB-5P supervivientes de la Armada estadounidense fueron redesignados RC-45J.
TC-45J
En 1962, todos los SNB-5 supervivientes de la Armada estadounidense fueron redesignados TC-45J.
UC-45J
AT-7 Navigator
Entrenador de navegación basado en el C18S, con un astrodomo y estaciones para tres estudiantes, propulsado por motores Pratt & Whitney R-985-25 de 450 hp; 577 construidos.
AT-7A
Versión de flotadores del AT-7; seis construidos.
AT-7B
AT-7 con equipamiento invernal; nueve construidos.
AT-7C
Basado en el C18S, con motores R-985-AN3; 549 construidos.
AT-11 Kansan
Entrenador de bombardeo y artilleros para las USAAF, derivado del AT-7; el fuselaje tenía pequeñas ventanas de cabina circulares, posición del bombardero en el morro, y bodega de bombas; los entrenadores de artilleros también fueron equipados con dos o tres ametralladoras de 7,62 mm, los primeros modelos (los primeros 150 construidos) tenían una única AN-M2 de 7,62 mm en una torreta superior fabricada por Beechcraft, los últimos modelos usaban una torreta Crocker Wheeler doble de 7,62 mm, se usaba un arma de túnel inferior para entrenamiento de artilleros de cola; 1582 construidos para órdenes de las USAAF, con 24 ordenados por los Países Bajos, recuperados por las USAAF y utilizados por la Real Escuela Militar de Vuelo de los Países Bajos en Jackson, Misisipi.
AT-11A
Conversión de AT-11 en entrenadores de navegación; 36 convertidos.
CQ-3
Conversión de UC-45F, modificados para actuar como aviones de control de drones, redesignados DC-45F en junio de 1948.
F-2
Versión de fotorreconocimiento basada en el B18; 14 construidos.
F-2A
Conversión de C-45A y C-45B; 13 conversiones.
F-2B
Conversión de C-45F y C-45G; 42 conversiones.
JRB-1
Aviones fotográficos para la Armada estadounidense, basados en el C18S, equipados con una cubierta sobre la cabina para mejorar la visibilidad, 11 construidos.
JRB-2
Transporte ligero para la Armada estadounidense, basado en el C18S; 15 construidos.
JRB-3
Versión fotográfica, similar al C-45B; 23 construidos.
JRB-4
Versión de transporte utilitario, equivalente al UC-45F; 328 construidos.
JRB-5
Versión de transporte propuesta del SNB-5, no construida.
JRB-6
Modernización parcial de varios JRB-3 y JRB-4 al estándar SNB-5, omitiendo varios elementos, como el nuevo tren de aterrizaje.
SNB-1
Variante para la Armada estadounidense, similar al AT-11; 110 construidos.
SNB-2
Entrenador de navegación para la Armada estadounidense, similar al AT-7; 299 construidos.
SNB-2C
Variante para la Armada estadounidense, similar al AT-7C.
SNB-2H
Conversión a ambulancia para la Armada estadounidense.
SNB-2P
Versión de fotorreconocimiento para la Armada estadounidense.
SNB-3
Variante para la Armada estadounidense, similar al AT-7C.
SNB-3Q
Entrenador de contramedidas electrónicas para la Armada estadounidense.
SNB-5
Varios SNB-2 y SNB-2C refabricados y designados SNB-5 por la Armada estadounidense.
SNB-5P
Versión de fotorreconocimiento para la Armada estadounidense.

### Conversiones
PAC Super 18S Tradewind
Versión personalizada de Beech D-18S/C-45 a transportes ejecutivos de cinco o de once asientos, realizada por Pacific Airmotive.
Hamilton HA-1
Conversión de un avión TC-45J.
Hamilton Little Liner
Modificación de D18S con mejoras aerodinámicas y nueva rueda de cola retráctil, capaz de llevar 11 asientos.
Hamilton Westwind
Conversiones turbohélice con varios motores.
Hamilton Westwind II STD
Conversión alargada propulsada por dos PT6A de 840 hp, y con acomodación de hasta 17 pasajeros.
Hamilton Westwind III
Dos PT6A-20 de 579 hp o PT6A-27 de 630 hp o Lycoming LTS101 de 630 hp.
Hamilton Westwind IV
Dos Lycoming LTP101 de 570 hp o PT6A-28 de 680 hp o PT6A-34 de 680 hp o PT6A-45 de 1020 hp.
Volpar (Beechcraft) Model 18
Conversiones de Model 18 con tren de aterrizaje de rueda de morro.
Volpar (Beechcraft) Super 18
Beech Model 18 equipados con tren de aterrizaje triciclo del Volpar Mk IV y propulsados por dos motores turbohélice Garrett TPE331-1-101B de 705 hp, calibrados a 605 hp, impulsando hélices tripalas Hartzell HC-B3TN-5 de paso reversible, velocidad constante y puesta en bandera.
Volpar (Beechcraft) Super Turbo 18
Dos Garrett TPE331 de 705 hp.
Volpar (Beechcraft) C-45G
Aviones C-45G modificados con tren de aterrizaje triciclo.
Volpar (Beechcraft) Turboliner
Versión de 15 pasajeros del Turbo 18 con fuselaje extendido, propulsado por dos Garrett TPE331-1-101B de 705 hp.
Volpar (Beechcraft) Turboliner II
Turboliner modificados para cumplir con la normativa SFAR 23.

## Operadores

### Civiles
En 2012, el Beechcraft Model 18 seguía siendo popular con compañías aéreas chárter y pequeñas aerolíneas por todo el mundo.

### Militares
Argentina
- Fuerza Aérea Argentina[54]
- Armada Argentina[54][55]

 Bolivia
- Fuerza Aérea Boliviana[56]

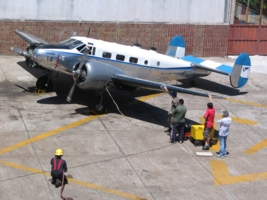
C-45 de la Armada Argentina.

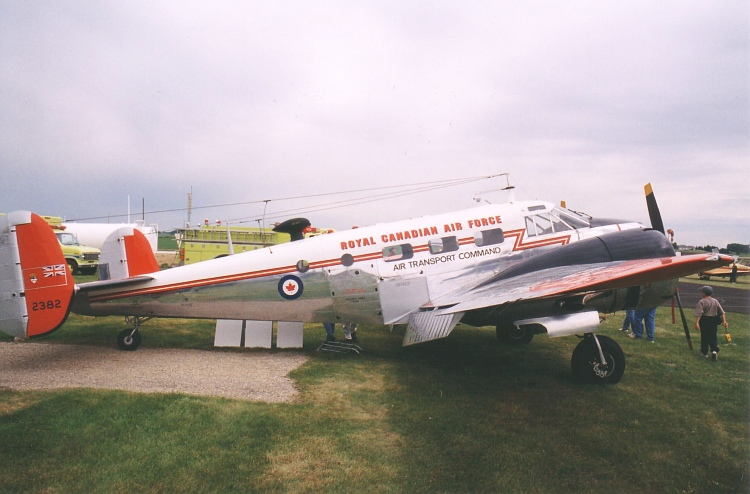
Beechcraft C-45 Expeditor con los colores del RCAF Air Transport Command.

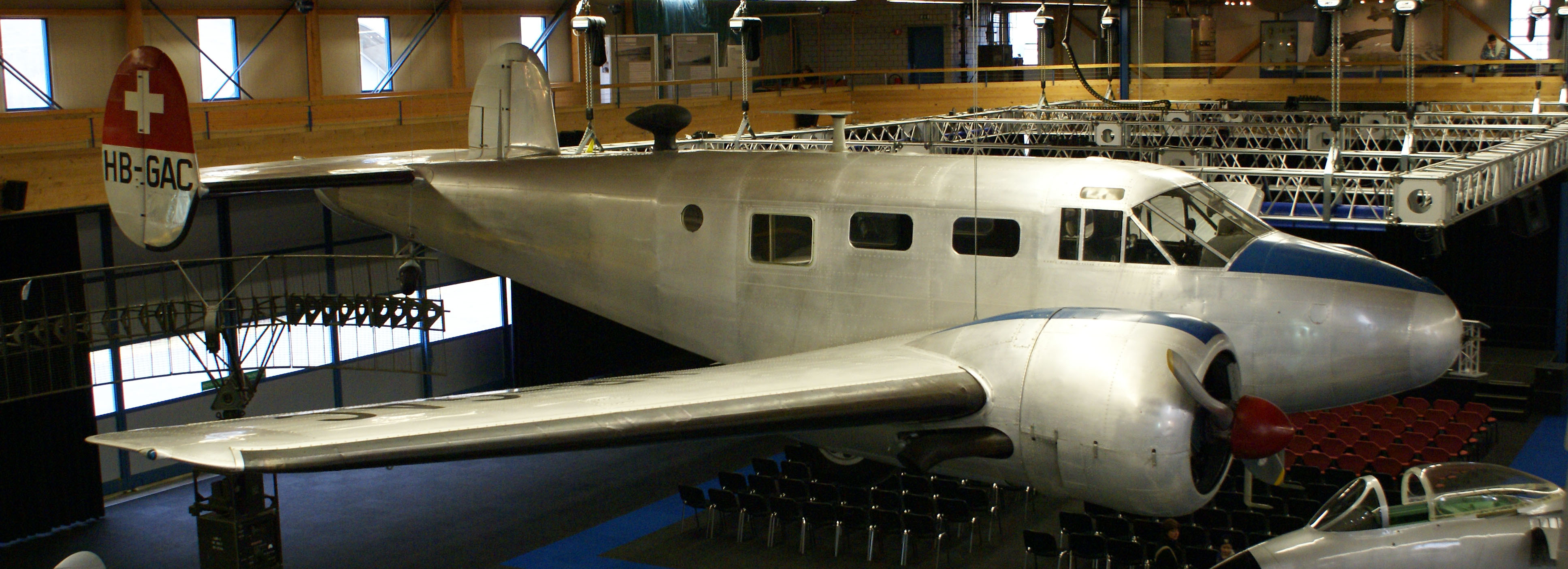
C-45 tal como fue usado por la Fuerza Aérea Suiza en misiones civiles de fotografía aérea.

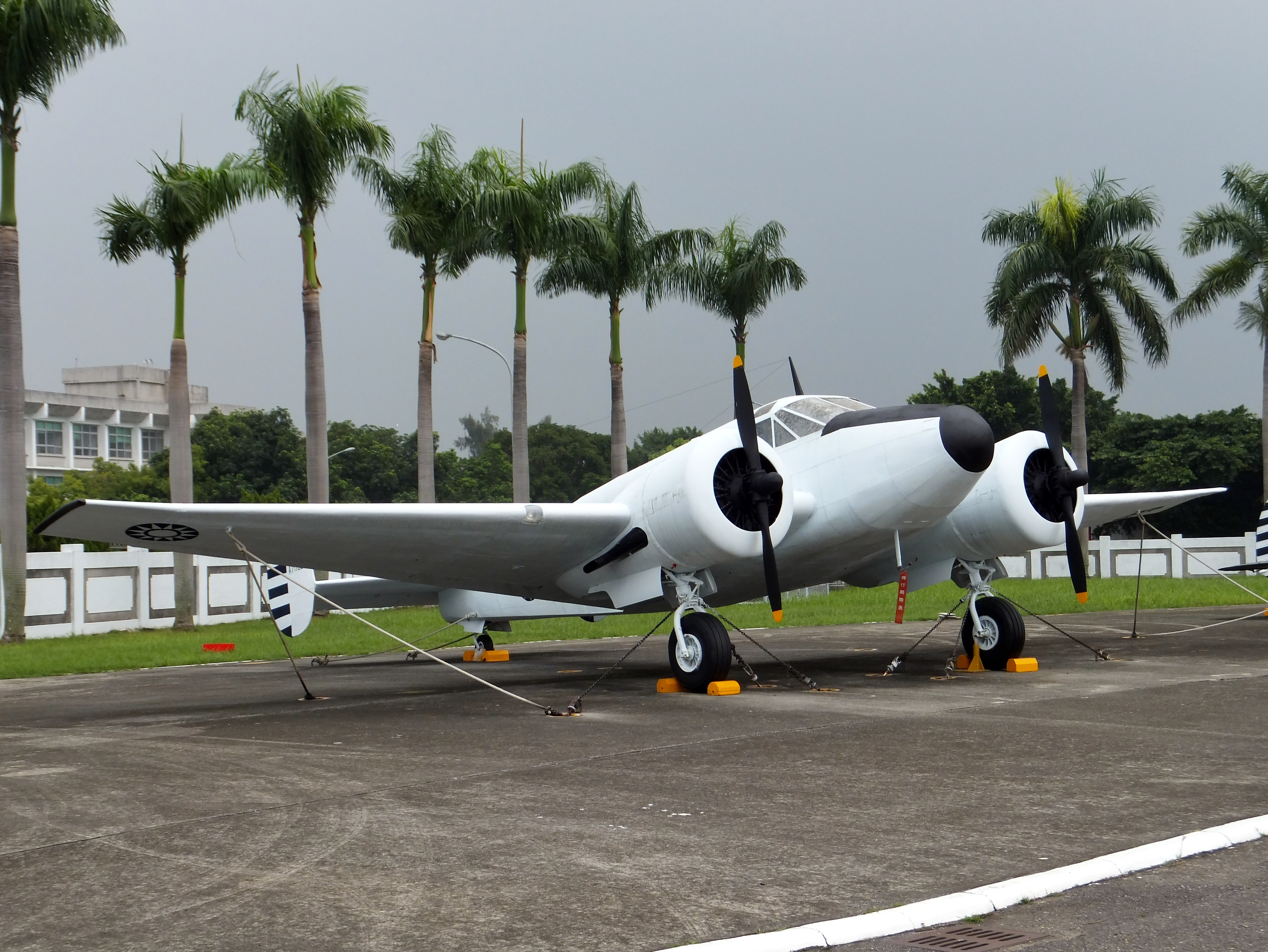
AT-11 de la Fuerza Aérea de la República de China.

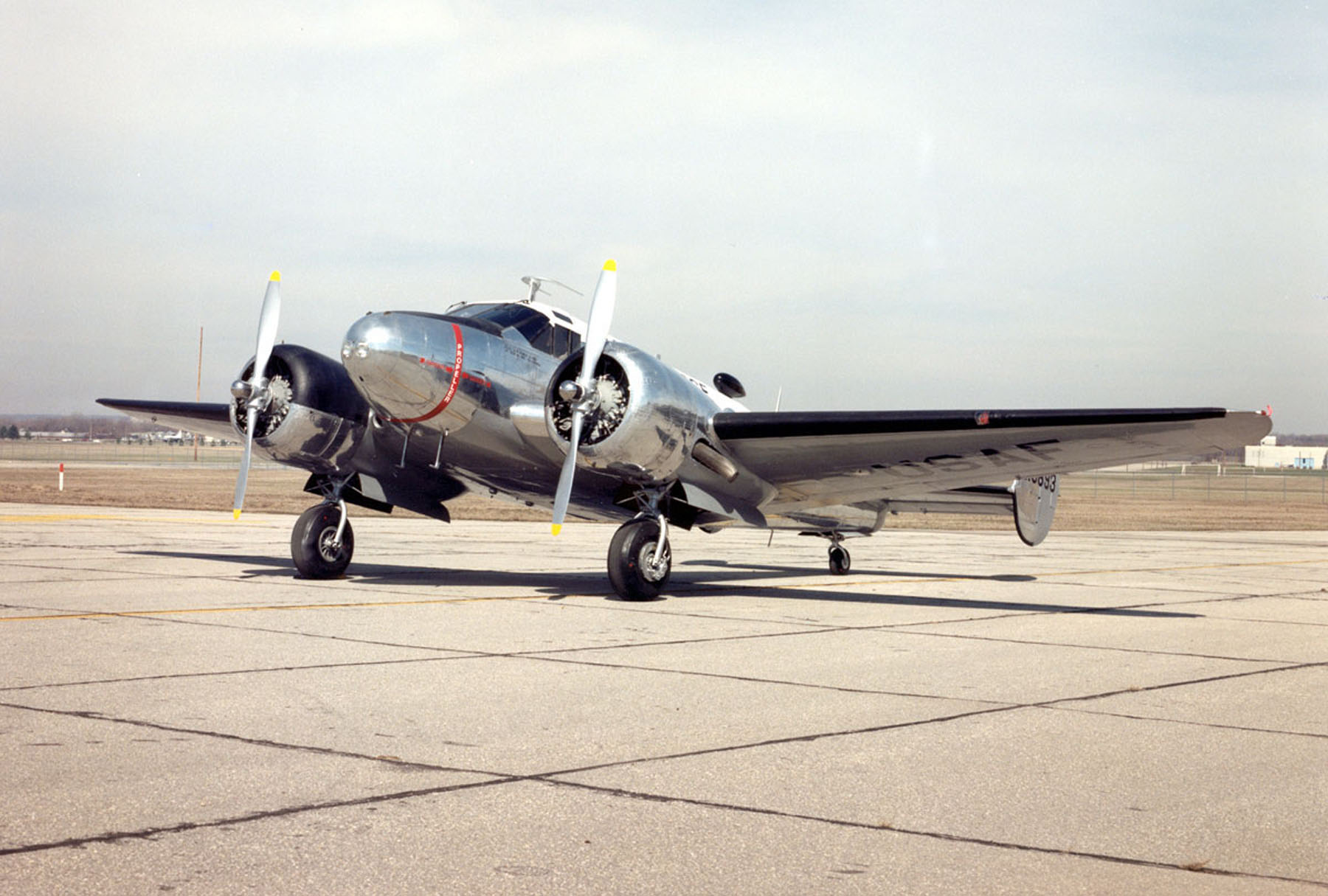
Beech 18/C-45 en el Museo Nacional de la Fuerza Aérea de Estados Unidos.

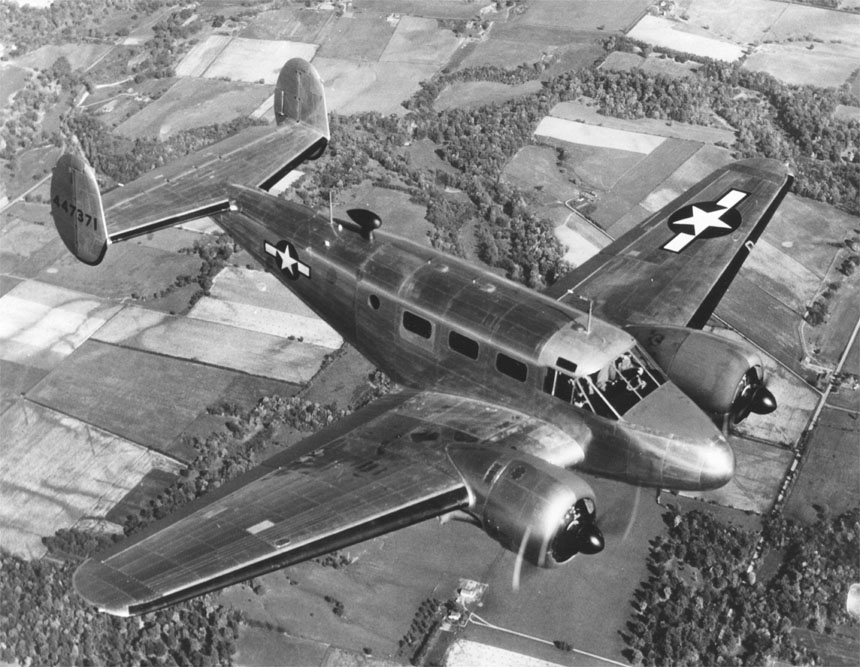
Beechcraft UC-45F en vuelo.

  - Beech AT-7 Navigator (FAB-63, FAB-64), 1943.[57]
  - Beech AT-11 Kansan (FAB-61, FAB-62), 1943.[58]

 Brasil
- Fuerza Aérea Brasileña[56]

 Canadá
- Real Fuerza Aérea Canadiense: 394 ejemplares de 1941 a 1972.[59]
- Marina Real Canadiense: 10 ejemplares de 1952 a 1960.[60]

 Chile
- Fuerza Aérea de Chile[61]
- Ejército de Chile
- Armada de Chile

 Colombia
- Fuerza Aérea Colombiana

 Costa Rica
 Costa de Marfil
 Ecuador
 El Salvador
- Fuerza Aérea Salvadoreña[62]

 España
 Estados Unidos
- Ejército de los Estados Unidos
  - Cuerpo Aéreo del Ejército de los Estados Unidos
  - Fuerzas Aéreas del Ejército de los Estados Unidos
- Fuerza Aérea de los Estados Unidos
- Cuerpo de Marines de los Estados Unidos
- Armada de los Estados Unidos

 Filipinas
- Cuerpo Aéreo del Ejército Filipino

 Francia
- Armée de l'Air

 Guatemala
- Fuerza Aérea Guatemalteca[63]

 Haití
- Cuerpo de Aviación[63]

 Honduras
- Fuerza Aérea Hondureña[64]

 Indonesia
- Ejército de Indonesia
- Fuerza Aérea del Ejército Nacional de Indonesia

 Irán
 Italia
- Aeronautica Militare: operó 125 aviones de 1949 hasta los años 70.[65]

 Japón
- Fuerza Marítima de Autodefensa de Japón
- Guardia Costera de Japón

 México
- Fuerza Aérea Mexicana[66]

 Nicaragua
- Fuerza Aérea Nicaragüense

 Níger
- Fuerza Aérea de Níger

 Nigeria
 Países Bajos
- Real Fuerza Aérea de los Países Bajos
- Servicio de Aviación Naval Holandés

 Paraguay
- Fuerzas Armadas de Paraguay[67]

 Perú
- Fuerza Aérea del Perú[67]

 Portugal
- Fuerza Aérea Portuguesa

 Reino Unido
- Real Fuerza Aérea Británica
- Marina Real británica

 República Dominicana
- Fuerza Aérea Dominicana[68]

 Somalia
- Fuerza Aérea Somalí

 Sudáfrica
- Fuerza Aérea Sudafricana

 Sri Lanka
- Fuerza Aérea de Sri Lanka

 Suecia
- Fuerza Aérea Sueca[69]

 Suiza
- Fuerza Aérea Suiza

 Tailandia
- Real Fuerza Aérea Tailandesa[70]

 Taiwán
 Tonga
- Fuerza Marítima de Tonga

 Turquía
- Fuerza Aérea Turca[70]

 Uruguay
 Venezuela
 Vietnam del Sur
- Fuerza Aérea de Vietnam

 Zaire

## Apariciones notables en los medios
Algunos ejemplares de la Fuerza Aérea Mexicana fueron usados en la filmación de la película ¡A volar joven! protagonizada por Mario Moreno «Cantinflas».

## Aviones en exhibición

### Argentina
- 3495: AT-11A en exhibición en el Museo Nacional de Aeronáutica en Buenos Aires, Argentina.[71]
- 5621: C-45H en exhibición en el Museo Nacional de Aeronáutica de Argentina en Buenos Aires, Argentina.[72]
- AF-555: C-45H en exhibición en el Museo Nacional de Aeronáutica de Argentina en Buenos Aires, Argentina.[73]
- BA-752: H18S en exhibición en el Museo Nacional de Aeronáutica de Argentina en Buenos Aires, Argentina.[74]

### Brasil
- 2856: D18S en exhibición en el Museu Aeroespacial en Río de Janeiro, Brasil.[75][76]
- 4615: AT-11 en exhibición en el Museu Aeroespacial en Río de Janeiro, Brasil.[77][78]

### Canadá
- 459: C-45H en exhibición en el Canadian Bushplane Heritage Centre en Sault Ste. Marie (Ontario). Código de cola CF-MJY[79][80]
- 8034: D18S-3TM en exhibición en el Canadian Bushplane Heritage Centre en Sault Ste. Marie, Ontario.[81]
- A-141: D18S en exhibición en el RCMP Academy, Depot Division en Regina, Saskatchewan. Código de cola CF-MPH.[82]
- A-142: D18S en exhibición en el Bomber Command Museum of Canada en Nanton, Alberta. Código de cola CF-MPI.[82][83]
- A-156: D18S en exhibición en el Canadian Warplane Heritage Museum en Hamilton (Ontario).[84]
- A-652: D18S-3N en exhibición en el Royal Aviation Museum of Western Canada en Winnipeg.[82][85]
- A-700: D18S-3NMT en exhibición en el Canadian Air Land Sea Museum en el Toronto/Markham Airport en Markham.[82]
- A-710: D18S-3NM en exhibición en el North Atlantic Aviation Museum en Gander, Terranova y Labrador.[82][86]
- A-782: D18S-3NMT en exhibición en el Canadian Museum of Flight en Langley, British Columbia. Código de cola CF-CKT.[87][88]
- A-872: D18S-3NMT en exhibición en la Carretera transcanadiense en Ignace, Ontario.[82][89]
- A-895: D18S-3NM en exhibición en el Alberta Aviation Museum en Edmonton.[82][90]

### Chile
- A-1024: D-18S en exhibición en el Museo Aeronáutico y del Espacio en Santiago, Chile.
- FACH-488: C-45 en exhibición en la plazoleta "Reinaldo Martín Muller", ciudad de Gorbea, Chile[91][92]
- Matrícula Desconocida: D-18 en exhibición en Distribuidora Arizona, Sector El Olivar, Viña del Mar, Chile

### España
- AF-752: C-45H en exhibición en la Fundación Infante de Orleans en Madrid.[93]

### Estados Unidos
- 41‐27561[94] ó 42-37493:[95] AT-11 en exhibición en el National Museum of the USAF en Dayton, Ohio.[96]
- 41-27616: AT-11B en exhibición en el Travis Air Force Base Heritage Center en la Travis AFB, California.[95][97]
- 42-36887: AT-11 en exhibición en el Barksdale Global Power Museum en Bossier City.[98]
- 42-37240: AT-11 en exhibición en el Museo Lone Star Flight en Galveston.[99][100]
- 42-37496: UC-45 en exhibición en el Wings Over the Rockies Air and Space Museum en Denver. Este avión era originalmente un AT-11 antes de ser refabricado.[101]
- 44-47342: UC-45F en exhibición en el Alaska Aviation Heritage Museum en Anchorage.[102][103]
- 51-11529: TC-45H en exhibición en el Tri-State Warbird Museum en Batavia (Ohio).[104]
- 51-11696: C-45H en exhibición en el Museum of Flight en Seattle.[105]
- 51-11795: C-45G en exhibición en el Air Mobility Command Museum en Dover (Delaware).[106]
- 51-11897: C-45G en exhibición en el Castle Air Museum en Atwater (California).[107][108]
- 52-10539: C-45H en exhibición en el 1941 Historical Aircraft Group Museum en Geneseo, New York.[109][110]
- 52-10865: C-45H en exhibición en el Travis Air Force Base Heritage Center en la Travis AFB, California.[111][112]
- 52-10893: C-45H en exhibición en el Museo Nacional de la Fuerza Aérea de Estados Unidos en Dayton (Ohio).[113]
- 23774: UC-45J en exhibición en la Base de la Fuerza Aérea Laughlin en Del Río (Texas).[95]
- 51233: RC-45J en exhibición en el Tennessee Museum of Aviation en Sevierville (Tennessee).[114][115]
- 51291: UC-45J en exhibición en el Aerospace Museum of California en Sacramento (California).[116]
- 51338: UC-45J en exhibición en el Minnesota Air National Guard Museum en Saint Paul (Minnesota).[117]
- 178: S18D (1938) en exhibición en el Beechcraft Heritage Museum en Tullahoma; Prairie Airways Twin Beech.[118]
- A-935: D18S (1952) en exhibición en el Beechcraft Heritage Museum en Tullahoma, Tennessee; Parish Twin Beech.[118]
- AF-824: C-45H (1954) en exhibición en el Beechcraft Heritage Museum en Tullahoma, Tennessee; Morton Lester Twin Beech.[118]
- BA-453: E18S (1959) en exhibición en el Beechcraft Heritage Museum en Tullahoma, Tennessee; "Miss Maine"; Cianchette Twin Beech.[118]
- BA-670: H18 en exhibición en el Lone Star Flight Museum en Galveston, Texas.[119]

### India
- Desconocida: D18S en exhibición en el Hotel Mayfair Lagoon en Bhubaneswar.[120]

### Italia
- 6668: C-45F en exhibición suspendido dentro de la terminal de pasajeros del Aeropuerto de Olbia-Costa Smeralda en Olbia.[95] Este fue el primer avión propiedad de Alisarda Airlines y fue usado en la filmación de la película El último emperador.[121]

### Malta
- 8304: C-45H en restauración en el Malta Aviation Museum en Ta' Qali.[122][123]

### Nueva Zelanda
- 3691: AT-11 en exhibición en el Museum of Transport and Technology en Auckland.[124]

### Países Bajos
- AF-222: C-45G en exhibición en el Aviodrome en Lelystad.[125] Este avión fue usado en la filmación de la película Octopussy de Bond.
- PH-UBX: Beech D18S en exhibición en la entrada del Arnhem War Museum.

### Portugal
- 2504: AT-11 en exhibición en el Museu do Ar en Sintra.[95]
- 2508: AT-11 en exhibición en un parque local en Leiría.

### Reino Unido
- BA-111: E-18S en exhibición en el National Museum of Flight en East Lothian, Escocia.[126][127]

### Turquía
- 6390/9-930: AT-11 Kansan en el Istanbul Aviation Museum.[128]

## Especificaciones (UC-45 Expeditor)
Referencia datos: Jane's Fighting Aircraft of World War II.

### Características generales
- Tripulación: Dos pilotos
- Capacidad: 6 pasajeros
- Longitud: 10,4 m (34,2 ft)
- Envergadura: 14,5 m (47,7 ft)
- Altura: 3 m (9,7 ft)
- Superficie alar: 32,4 m² (348,8 ft²)
- Peso vacío: 2800 kg (6171,2 lb)
- Peso cargado: 3400 kg (7493,6 lb)
- Peso máximo al despegue: 3959 kg (8725,6 lb)
- Planta motriz: 2× motor radial de nueve cilindros refrigerado por aire Pratt & Whitney R-985-AN-1 "Wasp Junior".
  - Potencia: 336 kW (463 HP; 457 CV) cada uno.
- Hélices: 1× Bipala por motor.

### Rendimiento
- Velocidad nunca excedida (Vne): 360 km/h (224 MPH; 194 kt)
- Alcance: 1900 km (1026 nmi; 1181 mi)
- Techo de vuelo: 7930 m (26 017 ft)
- Régimen de ascenso: 9,4 m/s (1850 ft/min)

## Aeronaves relacionadas

### Aeronaves similares
- Siebel Si 204
- Barkley-Grow T8P-1
- Cessna AT-17 Bobcat
- Evangel 4500
- Fairchild AT-21 Gunner
- Lockheed Modelo 10 Electra
- Lockheed Modelo 12 Electra Junior
- Airspeed Oxford
- Avro Anson
- De Havilland Dove

### Secuencias de designación
- Secuencia Numérica (interna de Beechcraft): 16 - 17 - 18 - 19 - 23 - 24 →
- Secuencia F-_ (Aviones de Reconocimiento del USAAC/USAAF/USAF (Prefijo F-), 1930-1948): F-1 - F-2 - F-3 - F-4 - F-5 →
- Secuencia SN_B (Entrenadores de exploración de la Armada estadounidense, 1939-1946 (Beechcraft, 1937-1962)): SNB
- Secuencia JR_B (Aviones de Transporte Utilitario de la Armada estadounidense, 1935-1955 (Beechcraft, 1937-1962)): JRB
- Secuencia C-_ (Aviones de Carga del USAAC/USAAF/USAF, 1924-1962): ← C-42 - C-43 - C-44 - C-45 - C-46 - C-47/T - C-48 →
- Secuencia AT-_ (Entrenadores Avanzados del USAAC/USAAF, 1925-1948): ← AT-4 - AT-5 - AT-6 - AT-7 - AT-8 - AT-9 - AT-10 - AT-11 - AT-12 - AT-13 - AT-14 →
- Secuencia T-_ (Entrenadores estadounidenses (redesignaciones de 1948), 1948-presente): T-6 - T-7 - T-11 - T-13A - T-13B/D - T-17 →
- Secuencia CQ-_ (Controladores de blancos aéreos de las USAAF, 1942-1948): CQ-1 - CQ-2 - CQ-3 - CQ-4
- Secuencia Trp _ (Aviones de transporte de la Fuerza Aérea Sueca, pre-1940): Trp 1 - Trp 2 - Trp 3 - Trp 4 - Tp 5 - Tp 6 - Tp 7 →
- Secuencia Alfanumérica de la Fuerza Aérea Sueca, 1940-presente: ← AJ/JA 37 - A/Sk 38 - JAS 39 - Tp 45 - Tp 46 - Tp 47 - Sk 50 →